# Istra Etno Jazz Festival
Istra Etno Jazz Festival je tradicionalni glazbeni festival koji predstavlja suvremenu etno/jazz scenu. Održava se od 2000. godine.
Do danas se ovaj festival održao u nekoliko istarskih gradova: Puli, Pazinu, Svetvinčentu.
Festival je ugostio mnoga poznata svjetska glazbena imena kao što su Cesaria Evora, Esma Redžepova te poznate glazbenike world-etno glazbe Totarella, Marusicrew, Earth Wheel Sky Band, Triad, Michel Macias Quartet, Baobab Quartet, Gangbe Brass Band i ostali.

## Vanjske poveznice
- http://www.istraetnojazz.com/  Arhivirana inačica izvorne stranice od 13. svibnja 2008. (Wayback Machine)